# Abdul Manaf Nurudeen
Abdul Manaf Nurudeen (* 8. Februar 1999 in Accra) ist ein ghanaischer Fußballtorhüter.

## Karriere

### Klub
Zur Saison 2017/18 wechselte er von ASPIRE Football Dreams im Senegal, weiter zur KAS Eupen nach Belgien. Seinen ersten Einsatz in der Mannschaft hatte er aber erst in der Saison 2020/21. In der Saison 2021/22 stand er bei 20 von 34 möglichen Ligaspielen sowie vier Pokalspielen im Tor. In der nächsten Saison waren es vier von 34 möglichen Ligaspielen und ein Pokalspiel.

### Nationalmannschaft
Seinen ersten bekannten Einsatz für die ghanaische A-Nationalmannschaft hatte er am 5. Januar 2022 bei einer 0:3-Freundschaftsspielniederlage gegen Algerien, wo er in der Startelf stand und beim Stand von 0:2 in der 67. Minute gegen Lawrence Ati Zigi ausgewechselt wurde. Sowohl beim Afrika-Cup 2022 als auch bei der Weltmeisterschaft 2022 gehörte er zum ghanaischen Kader, erhielt jedoch keinen Einsatz.